# 景哀王
景哀王（けいあいおう、? - 927年）は、新羅第55代国王（在位：924年 - 927年）。姓は朴、諱は魏膺。神徳王の子で、景明王の同母弟。

## 人物
924年に即位したが、既に新羅は「じり貧」の状態であり、高麗・後百済の勢力に挟まれて領土は削られる一方であった。景哀王は、高麗の王建と同盟を結び勢力回復を目指した。
しかし、927年に後百済の甄萱が金城に近い高鬱府（慶尚北道永川市）で新羅軍を破ると、王建に救援を要請したが、鮑石亭で宴会をしている最中に、金城を奇襲され、甄萱の兵は宮城で略奪を行い、景哀王は拉致された上で自殺させられた。
その後、敬順王が甄萱に擁立されて即位したが、数年後に高麗に降伏し、新羅は滅んだ。